# Sen Katayama

Sen Katayama

Sen Katayama (japanisch 片山 潜, Katayama Sen; * 3. Dezember 1859 in Hadegi, Provinz Mimasaka (heute: Kumenan, Präfektur Okayama) als Sugatarō Yabuki (jap. Yabuki Sugatarō, 藪木 菅太郎); † 5. November 1933 in Moskau) war ein japanischer Journalist, Gründer der Sozialdemokratischen Partei Japans (1901), Mitbegründer der Kommunistische Partei der USA (CPUSA) (1919), Mitbegründer der Kommunistischen Partei Japans (1922) und Exekutivmitglied der Kommunistischen Internationale.

## Leben
Sugatarō Yabuki wurde als zweiter Sohn eines Bauern in Hadegi, einem Bergdorf nördlich von Okayama in der Provinz Mimasaka (heute Präfektur Okayama) geboren. 1878 wurde er adoptiert und erhielt den Namen Sen Katayama. Seine ersten Lebensjahre verlebte er unter dem Tokugawa-Shōgunat, das 1868 durch die Meiji-Restauration gestürzt wurde. Seine erste Volksschulbildung erhielt er durch einen japanischen Mönch in Tokio. 1884 wanderte er nach San Francisco aus, um eine bessere Bildung zu erlangen. Er immatrikulierte er sich an der Maryville University und 1889 an der Grinell-University in Tennessee. Bei Richard Ely hörte er Vorlesungen über German Socialism und las eine Biografie über Ferdinand Lassalle, die seinen weiteren Lebensweg beeinflusste. 1893 erhielt er den Bachelor of Arts für seine Arbeit: „Geschichte der Einigung Deutschlands“. 1895 beendete ein zusätzliches Studium der Theologie und kehrte 1896 nach Japan zurück.
Sein Heimatland hatte sich sehr verändert. Der Kapitalismus hatte hier Fuß gefasst und der Japanisch-Chinesische Krieg 1894/95 zeigte das aggressive Wesen des neuen Staates. Sen Katayama gründete einen Kindergarten und eine Abendschule für Werktätige mit Hilfe eines christlichen Missionars. Er gründete die erste moderne Gewerkschaft in Japan, die Metallarbeitergewerkschaft Tekkō Kumiai. Mit seinen Kampfgefährten Isoo Abe, Naoe Kinoshita und Shūsui Kōtoku gründete er die sozialdemokratische Partei Japans, die am Tag der Gründung verboten wurde. Im Jahre 1900 erließ die Regierung das „Polizeigesetz zur Aufrechterhaltung von Ruhe und Ordnung“ (治安警察法, chian-keisatsu-hō), das es den Behörden erlaubte, jede gewerkschaftliche Tätigkeit zu unterdrücken. 1901 veröffentlichte Sen Katayama seinen ersten Zeitungsartikel in deutscher Sprache in der Zeitschrift „Die Zukunft“ von Maximilian Harden.
An den Sozialistenkongress in Paris 1900 sandte er ein Begrüßungsschreiben. Auf diesem Kongress wurde er in das Sozialistische Büro gewählt und damit begann die offizielle Präsenz der japanischen Sozialisten in der II. Internationale. Nach dem Sieg der deutschen Sozialdemokraten bei der Reichstagswahl 1903 gratulierte Katayama. 1904 nahm er am Internationalen Sozialistenkongress in Amsterdam teil. Seine Rede wurde von Clara Zetkin ins Deutsche und von Rosa Luxemburg ins Französische übersetzt. Mit dem Russisch-Japanischen Krieg 1904/1905 mussten sich die Sozialisten auch in Japan fragen, wie sie zu diesen imperialistischen Auseinandersetzungen verhalten sollte. Die von Sen Katayama geleitete Zeitung „Heimin Shimbun“ erklärte „Die Regierungen der beiden Länder Japan und Rußland haben, um ihre imperialistischen Gelüste zu befriedigen, rücksichtslos einen Kriegsbrand entfesselt. Für die Sozialisten aber gibt es keinen Unterschied in der Rasse, dem Land oder der Nationalität“.
1911/12 leitet Sen Katayama einen Streik der Straßenbahnfahrer von Tokyo. Er wird verhaftet und zu einer Gefängnisstrafe verurteilt. Danach führte ihn sein Weg wieder nach San Francisco. Während des Ersten Weltkriegs entwickelt er Sympathien für Karl Liebknecht, hält Kontakt zu Alexandra Kollontai, begrüßte 1917 die Februarrevolution und verteidigte die Oktoberrevolution. Er wurde führendes Mitglied der CPUSA. Nach Aufenthalten in Mexiko und Kanada reiste er über Frankreich und Deutschland nach Moskau zum Ersten Kongress der kommunistischen und revolutionären Organisationen des Fernen Ostens im Januar 1922. Auf dem IV. Kongress der Kommunistischen Internationale Ende 1922 wurde er Mitglied des Exekutivkomitees und Mitglied des Präsidiums des EKKI. In dieser Funktion diente er bis zu seinem Tode.
Sein letzter Aufruf, den er an Henri Barbusse und Romain Rolland richtete, galt der Befreiung Ernst Thälmanns und dem Kampf gegen den deutschen Faschismus. Sen Katayama starb am 5. November 1933 und wurde am 9. November an der Kremlmauer beigesetzt. Den Sarg trugen u. a. Stalin und Wilhelm Pieck. 150.000 Menschen nahmen an der Beisetzung teil.

## Werke (Auswahl)
- Sozialismus in Japan. In: Die Zukunft. Berlin 24. August 1901.[12]
- Industrie und Sozialismus in Japan. In: Die Neue Zeit. Wochenschrift der deutschen Sozialdemokratie. 28.1909-1910, 1. Band (1910), Heft 25, S. 874–880. Digitalisat
- Japanisch-amerikanische Probleme. In: Die Neue Zeit. Wochenschrift der deutschen Sozialdemokratie. 28.1909-1910, 2. Band (1910), Heft 47, S. 732–742. Digitalisat
- Die politischen Zustände Japans . In: Die Neue Zeit. Wochenschrift der deutschen Sozialdemokratie. 29.1910-1911, 1. Band (1911), Heft 4, S. 107–111. Digitalisat
- Die Ausbeutung der Arbeiter in Japan. In: Die Neue Zeit. Wochenschrift der deutschen Sozialdemokratie. 29.1910-1911, 2. Band (1911), Heft 52, S. 917–921. Digitalisat
- Die soziale Bewegung in Japan. In: Die Neue Zeit. Wochenschrift der deutschen Sozialdemokratie. 30.1911-1912, 1. Band.(1912), Heft 21, S. 743–745. Digitalisat
- Die Steigerung der Lebensmittelpreise in Japan. In: Die Neue Zeit. Wochenschrift der deutschen Sozialdemokratie. 31.1912-1913, 1. Band (1913), Heft 21, S. 766–768. Digitalisat
- Die Stellung der Frau Japan. In: Die Neue Zeit. Wochenschrift der deutschen Sozialdemokratie. 31.1912-1913, 2. Band (1913), Heft 40, S. 500–503. Digitalisat
- August Bebel in Japan. In: Die Neue Zeit. Wochenschrift der deutschen Sozialdemokratie. 32.1913-1914, 1. Band (1914), Heft 4, S. 123–124. Digitalisat
- Der Verfall des bureaukratischen Regimes in Japan. In: Die Neue Zeit. Wochenschrift der deutschen Sozialdemokratie. 32.1913-1914, 2. Band (1914), Heft 1=27, S. 16–20. Digitalisat
- The Labor Movement in Japan. Charles H. Kerr, Chicago 1918. Digitalisat
- Die Eta-Bewegung. Ein machtvoller revolutionärer Faktor in den kommenden proletarischen Emanzipationskämpfen in Japan. In: Die kommunistische Internationale, Nr. 28–30, 1923, S. 114–121.
- Das allgemeine Wahlrecht in Japan. In: Die kommunistische Internationale, 6. Jg., 1924, Sonderheft, S. 39–47.
- Koreanische Arbeiter in Japan. In: Die Rote Gewerkschafts-Internationale. Organ des Vollzugsbüros der RGI. 4. Jg. 1924, S. 415 ff.
- China und Japan. In: Die Rote Gewerkschafts-Internationale. Organ des Vollzugsbüros der RGI. 5. Jg. 1925, S. 141–144.
- Japan im Bannkreis der Weltwirtschaftskrise. In: Die kommunistische Internationale, 11 Jg., 1939, S. 441–454.